# Refuge faunique national Loxahatchee
 Le refuge faunique national Arthur R. Marshall Loxahatchee est une réserve faunique  située à l'ouest de Boynton Beach, dans le comté de Palm Beach, en Floride. Il comprend le vestige le plus septentrional de l'écosystème des zones humides historiques des Everglades.  

## Aperçu
Le refuge faunique national Arthur R. Marshall Loxahatchee est situé à l'ouest de la ville de Boynton Beach, dans le comté de Palm Beach, en Floride. Il a été créé en 1951 sous l'autorité du Migratory Bird Conservation Act et est géré par un accord de licence entre le South Florida Water Management District et le US Fish and Wildlife Service. Au total, le refuge comprend 596 km² d'habitat dans le nord des Everglades. Le refuge contient l'une des trois zones de conservation de l'eau (WCA) du sud de la Floride et est maintenu pour assurer le stockage de l'eau et le contrôle des inondations, ainsi que l'habitat des populations de poissons et d'animaux sauvages indigènes. L'eau est régulée par une série de pompes, de canaux, de structures de contrôle de l'eau et de digues construites par l'Army Corps of Engineers. Ces zones de stockage d'eau douce et une partie du parc national des Everglades sont tout ce qui reste des Everglades d'origine. 

## Caractéristiques
Loxahatchee NWR est l'un des plus de 500 refuges nationaux pour la faune situés aux États-Unis et administrés par le Fish and Wildlife Service des États-Unis. Le refuge préserve et protège non seulement la faune indigène, mais offre également des possibilités récréatives et éducatives publiques compatibles, comme des sentiers pédestres, un sentier de canoë, une piste cyclable, des rampes de mise à l'eau, une plate-forme de pêche, des tours d'observation, un jardin de papillons et un centre d'accueil. Il abrite l'alligator américain, le milan des marais en voie de disparition, la Tortue de plaine côtière et la tortue à carapace molle de Floride, et jusqu'à 257 espèces d'oiseaux. En tant que tel, il a été désigné «site passerelle» pour le Great Florida Birding Trail. 
Le refuge est l'habitat des marais des Everglades. Un marais de cyprès chauve est le plus grand vestige restant d'un bois de cyprès qui séparait autrefois les forêts de pins plats à l'est des marais des Everglades. Une promenade dans le marais donne au visiteur une chance de vivre une expérience de marais de près sans se mouiller les pieds. L'ouragan Wilma a endommagé le refuge en octobre 2005 et le bâtiment administratif a été condamné. Le quai de pêche de Lee Road a été endommagé par l'ouragan Irma et restera fermé jusqu'à nouvel ordre. 
Préservation
Malgré tous ses trésors, le refuge court un grave danger de devenir rapidement un refuge exclusif pour les plantes envahissantes, en particulier l'écorce de papier à feuilles larges ( Melaleuca quinquenervia ) et la fougère grimpante du Vieux Monde ( Lygodium microphyllum ), deux espèces non indigènes à croissance rapide, qui envahissent rapidement la flore indigène et ne sont probablement pas compatibles avec la faune indigène. 

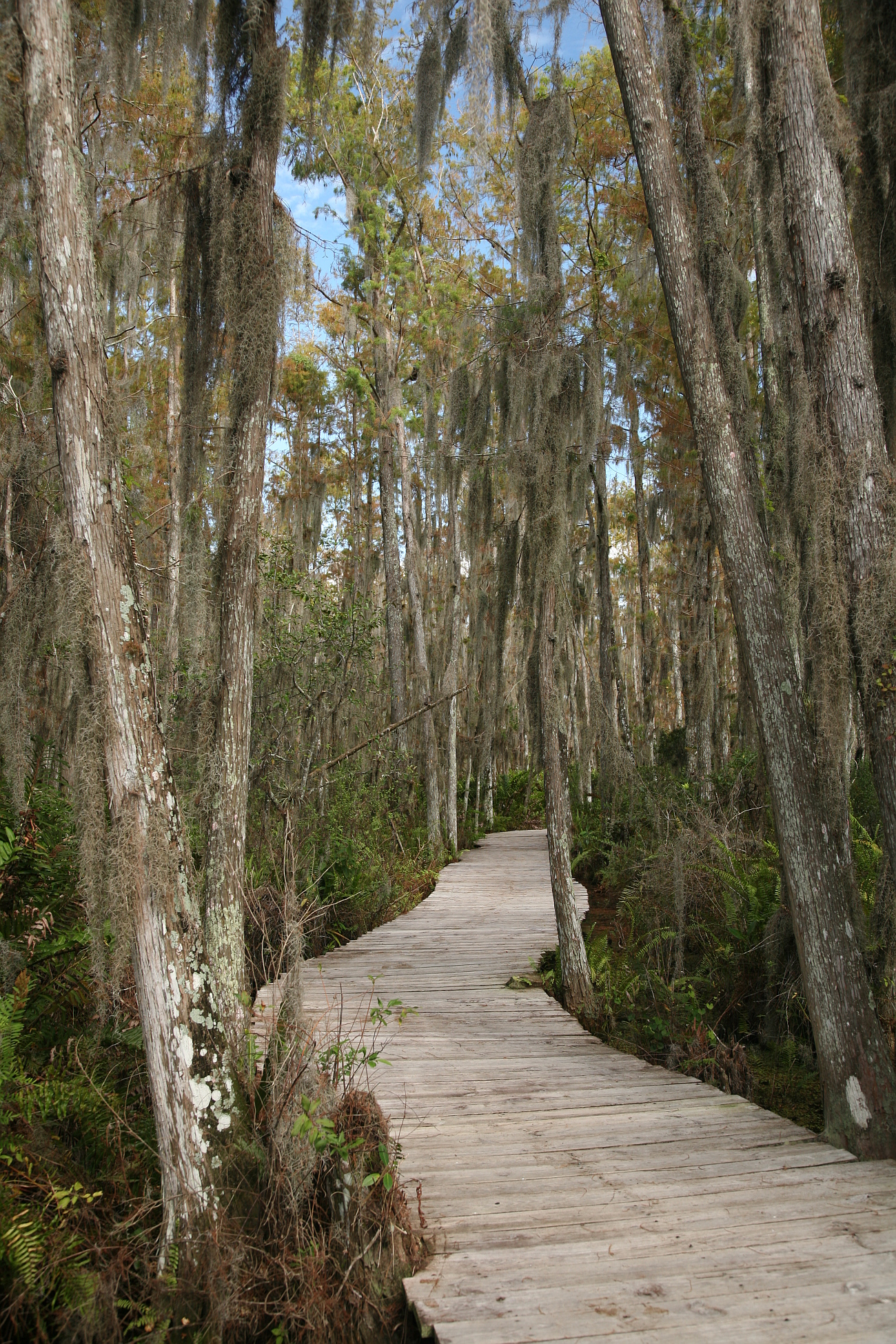
Promenade à travers le marais de Loxahatchee.

## Activités du parc
Le refuge permet de multiples activités dans le parc comme la pêche, la chasse, la randonnée et propose également des visites guidées. La pêche est autorisée dans seulement trois zones du refuge. Tous les pêcheurs doivent également détenir un permis de pêche valide dans l'État de Floride. Plus de 16 espèces différentes de poissons présentes dans le refuge peuvent être capturées. La chasse est autorisée dans le refuge pour gérer les populations d'animaux sauvages. C'est l'un des 330 refuges ouverts à la chasse. La chasse à la sauvagine est autorisée à la fin de l'automne et au début de l'hiver. Tous les chasseurs doivent posséder un permis de chasse de l'État de Floride valide  et un timbre de canard de l'État de Floride. La chasse aux alligators n'est disponible que sur permis de l'État de Floride. Il existe également de nombreux sentiers de randonnée dans le refuge. L'un est une promenade de marais de cyprès chauves qui est situé directement derrière le centre des visiteurs. Le refuge propose également des visites guidées tout au long de l'année, ainsi que des excursions en canoë, des promenades nocturnes et des visites sur réservation uniquement. 

## Controverse
En 2016, le South Florida Water Management District a annoncé qu'il avisait le US Fish and Wildlife Service qu'il annulerait la location de la propriété au gouvernement fédéral pour non-contrôle des espèces envahissantes. La SFWMD est à l'origine de la création du problème des espèces envahissantes.  On pense que cette approche est adoptée pour permettre à l'eau polluée de plus de 10 ppb de phosphore d'être stockée sur la terre. 

## Galerie

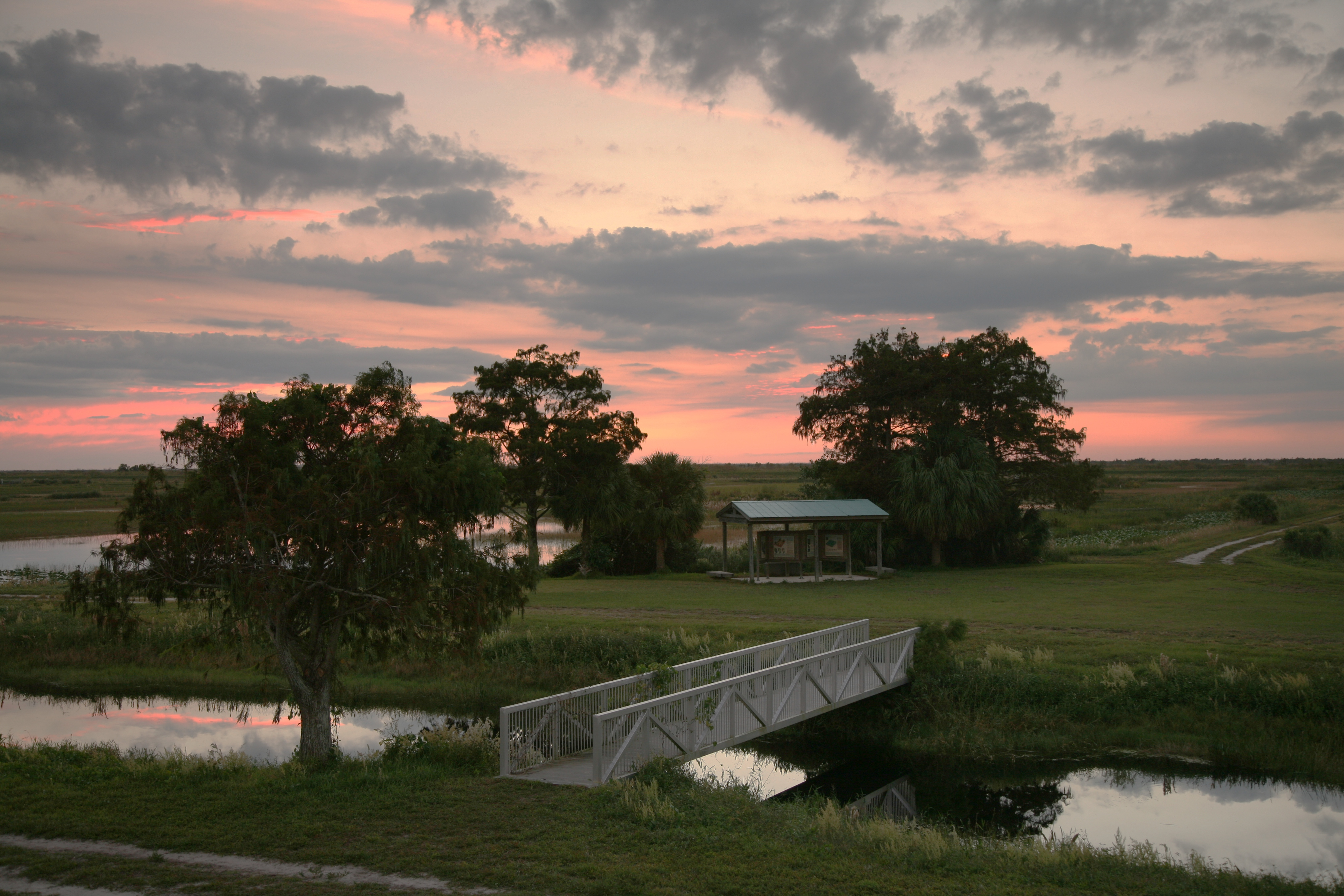
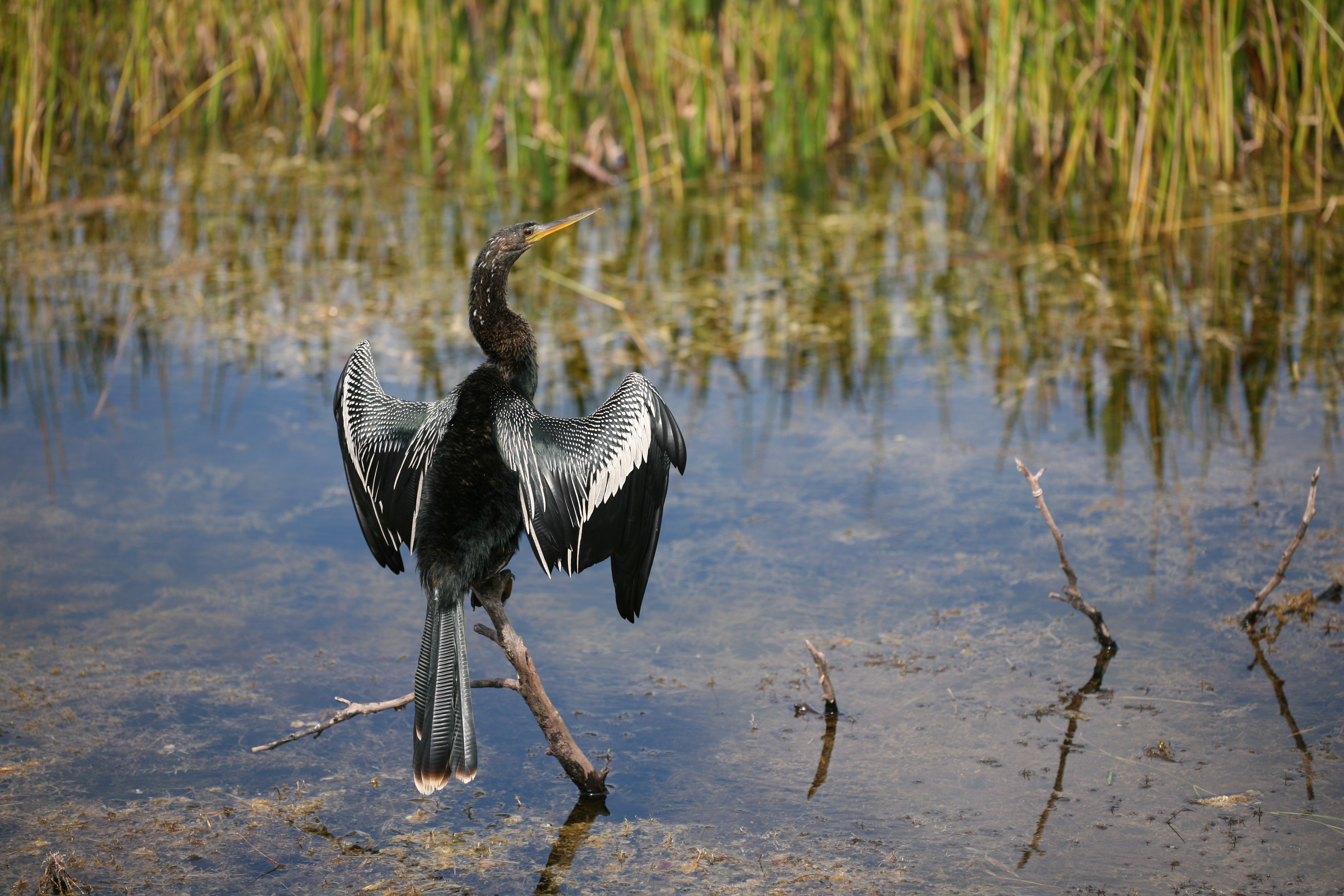
Anhinga
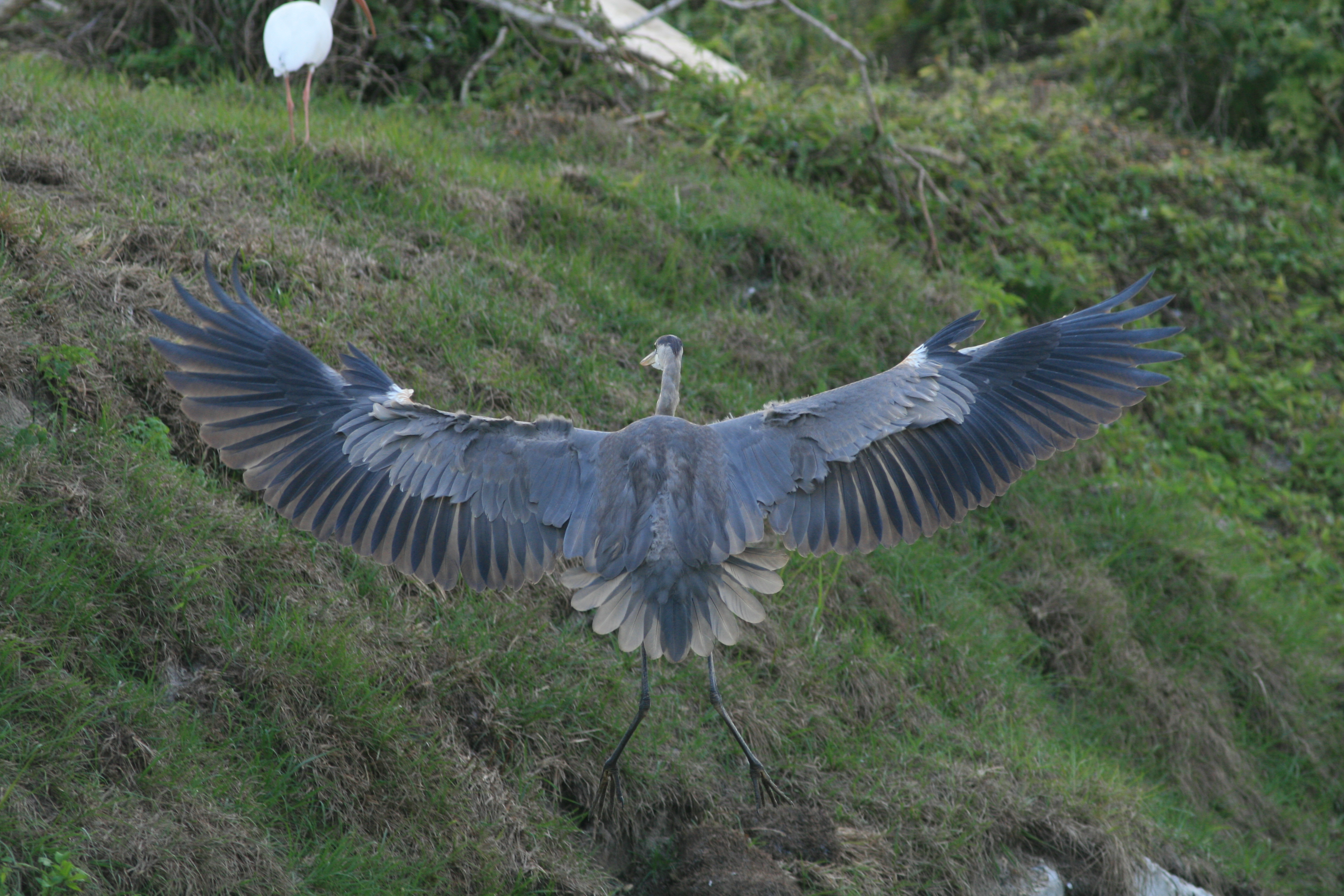
Grand héron bleu
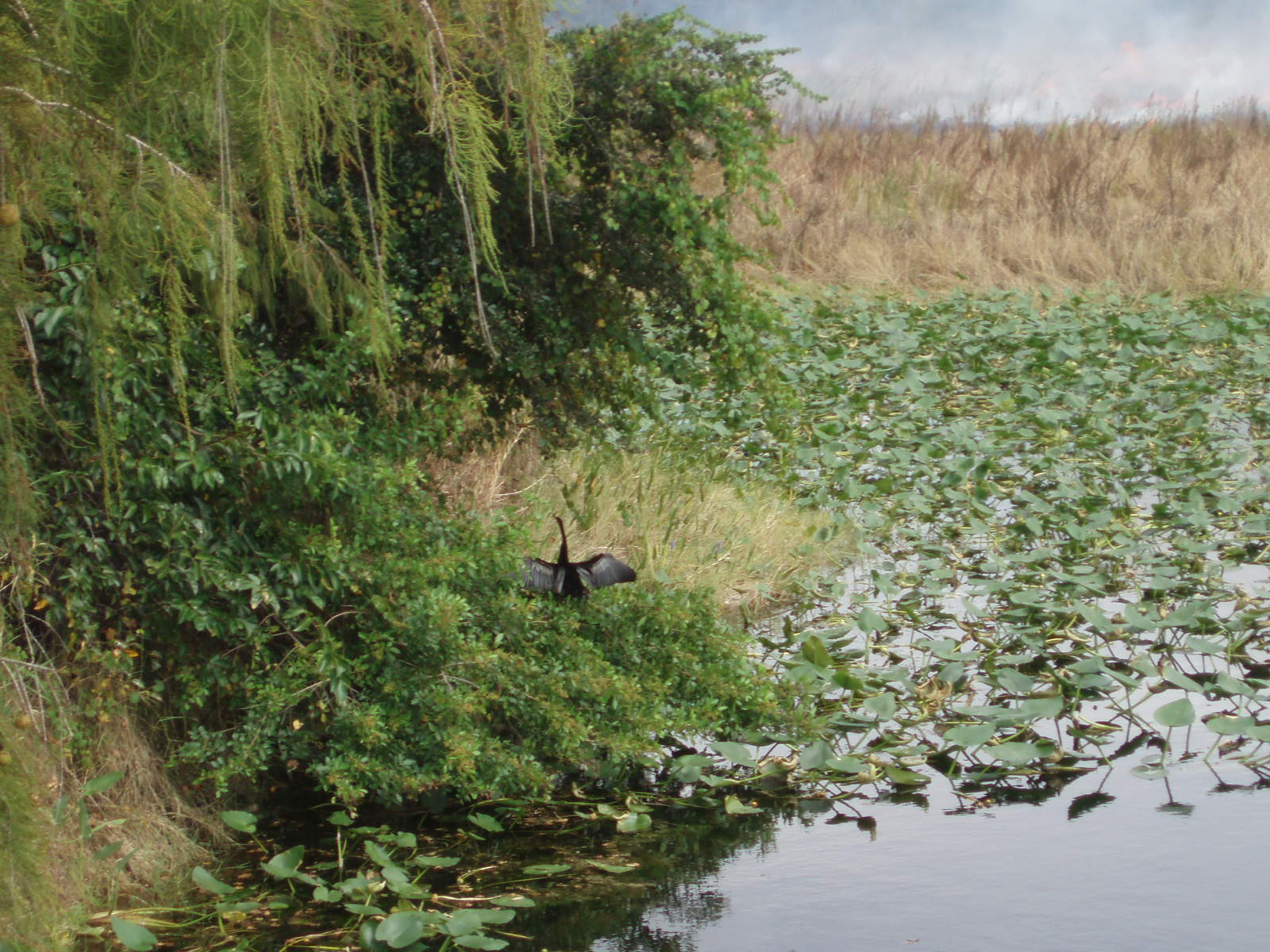
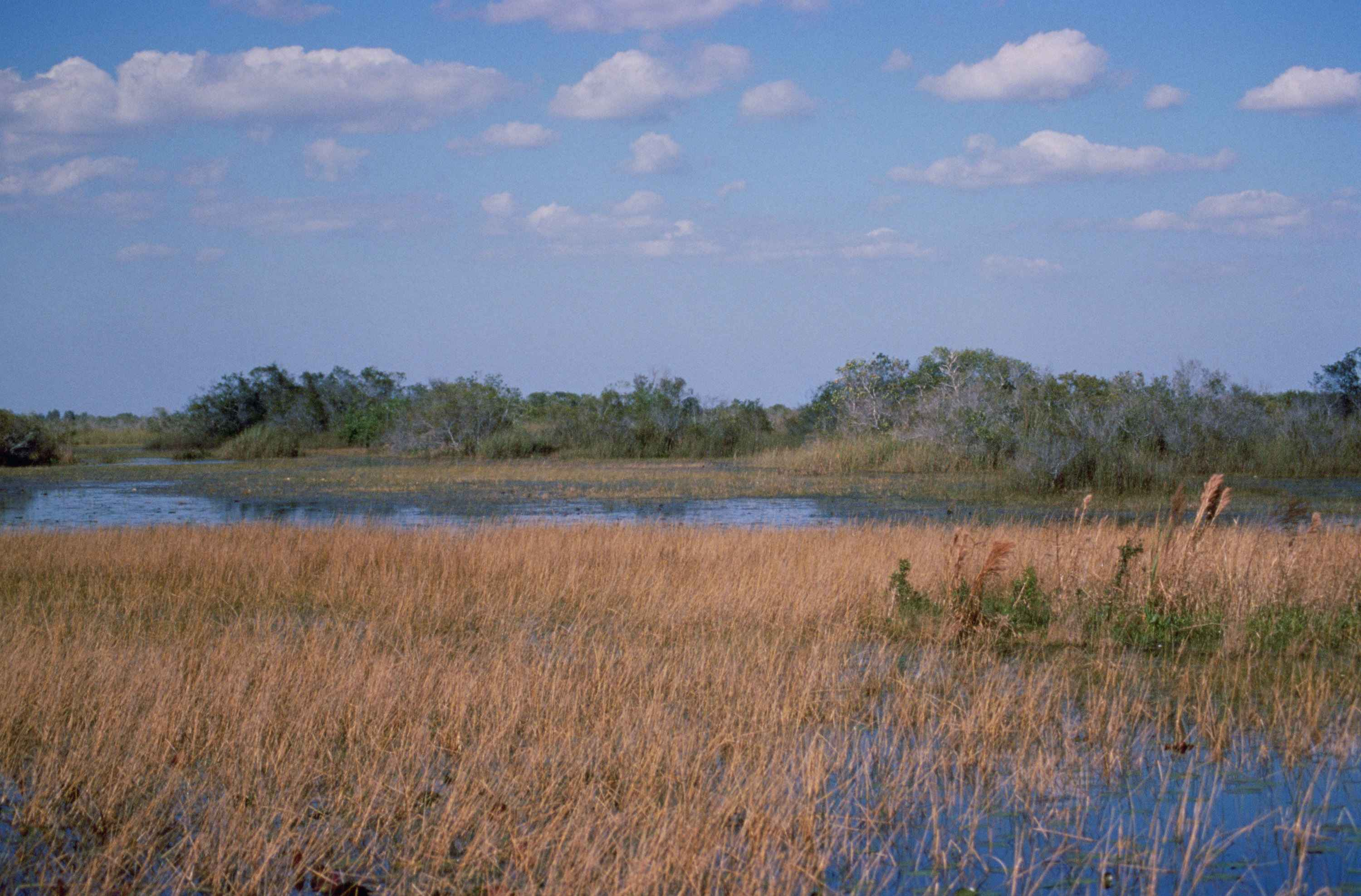
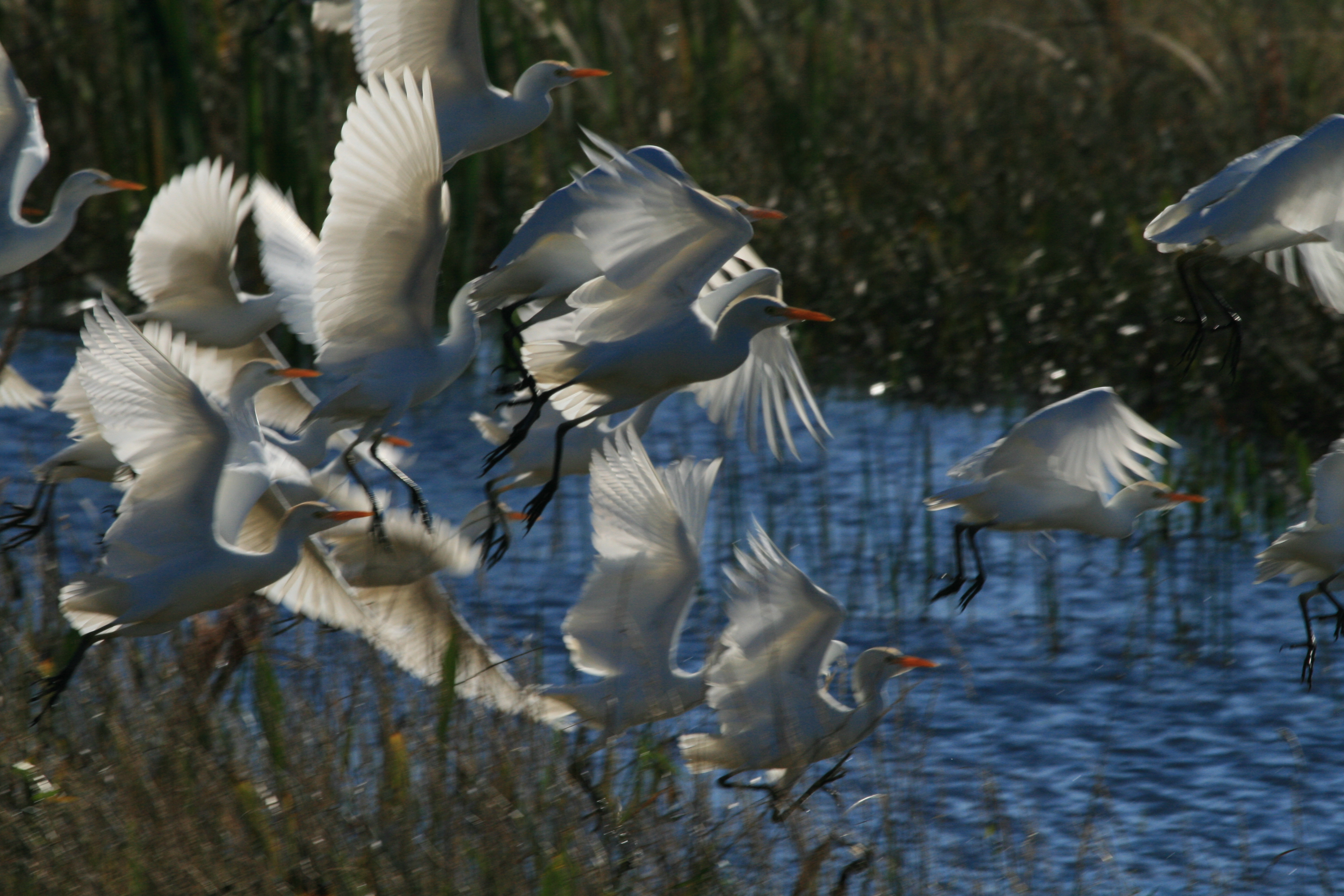
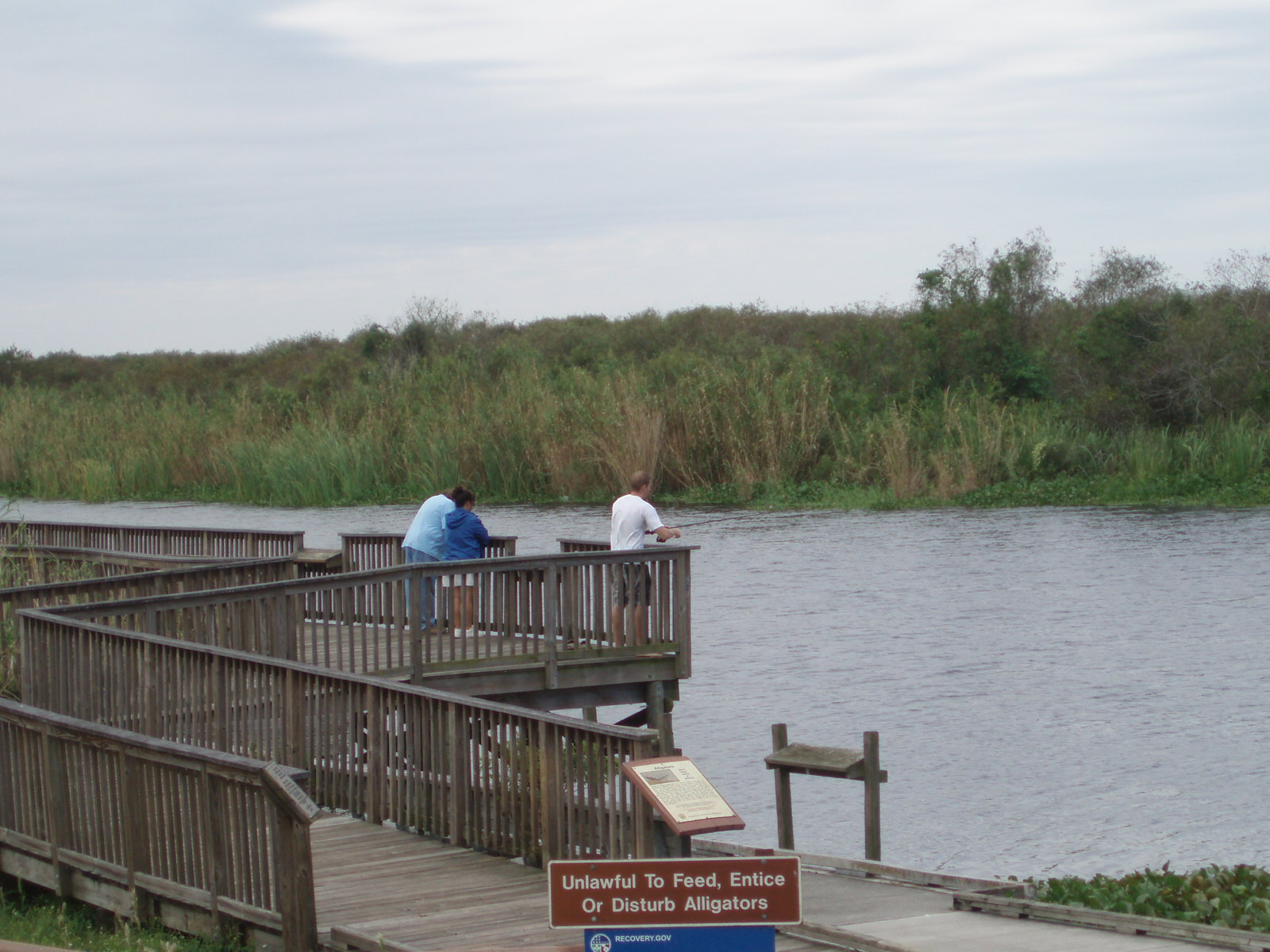